# Richard B. Spencer
Richard Bertrand Spencer (Boston, 11 de maig de 1978) és un supremacista blanc dels Estats Units. És president de l'Institut Nacional de Política, un lobby racista dels Estats Units.

## Declaracions públiques
Al 2016, unes setmanes després de l'elecció de Donald Trump, va esmentar la propaganda Nazi i va denunciar els jueus. Com a resposta al seu crit: 
| « | Hail Trump, hail our people, hail victory! | » |

 És a dir: "Visca Trump, visca la nostra gent, visca la victòria!" i per bordar l'ocasió un grup de simpatitzants va fer la salutació Nazi, i van corejar un cant en una versió semblant a la dels feixistes.

El novembre de 2017, en una entrevista del periodista britànic Gary Younge, Spencer va reflectir el seu suport a l'esclavisme (com ho fa obertament el KKK):
| « | Els africans s'han beneficiat del contacte amb el supremacisme blanc. | » |

Gary Younge deixà en evidència l'orgull de Richard Spencer per la història d'esclavisme als Estats Units, il·luminant la seva ideologia obertament feixista i nazi.

En un cas en què se li va preguntar per a Hitler i els KKK (ku klux klan) va comentar:
| « | No jugaré a aquest joc. (...) Hitler és una figura històrica, ha fet coses que crec que son menyspreables. | » |

També va rebre un cop de puny d'un individu encaputxat, el dia de la inauguració del mandat de Donald Trump, amb un nombre considerablement majoritari d'elogis a Youtube.